# (10004) Igormakarov
(10004) Igormakarov est un astéroïde de la ceinture principale.

## Description
(10004) Igormakarov est un astéroïde de la ceinture principale. Il fut découvert le 2 novembre 1975 à Naoutchnyï par Tamara Smirnova. Il présente une orbite caractérisée par un demi-grand axe de 3,11 UA, une excentricité de 0,18 et une inclinaison de 16,8° par rapport à l'écliptique.
Il a été nommé en l'honneur du scientifique soviétique Igor Makarov.

## Compléments